# Història de l'halterofília a Catalunya
Història de l'halterofília a Catalunya. L'halterofília o aixecament de pesos és un esport que consisteix a aixecar un halter des de la tarima fins més amunt del cap.

## Història

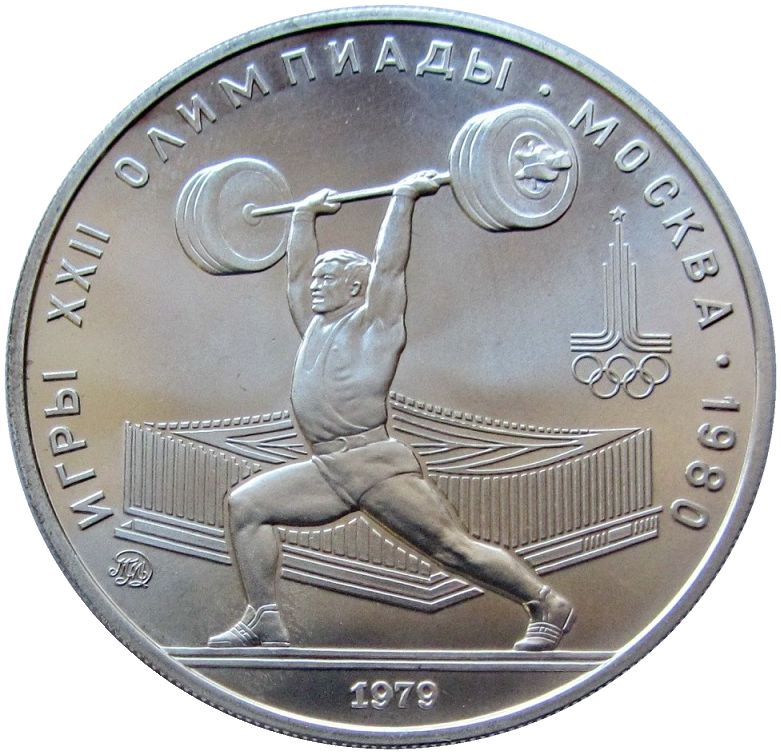
Halterofília en una moneda

A començaments de segle XX hi ha un esclat de creació de gimnasos a Catalunya, on ja es practicava l'aixecament de pesos, però no és fins a la segona meitat d'aquest segle que l'halterofília s'organitza com a esport competitiu. El club pioner de l'halterofília a Catalunya fou el Centre Gimnàstic Barcelonès l'any 1952. Aquest mateix any, la Delegación Nacional de Deportes creà un comitè d'aquest esport dins de la Federació Espanyola de Gimnàstica i es disputen, a més, els primers campionats d'Espanya. L'aixecador Joan Renom, del CGB, guanyà la medalla d'argent als Jocs del Mediterrani de 1959. A més, el Gimnàs Diagonal, i l'Ademar de Girona, destacaren en la seva tasca de promoció de l'esport.
El 29 d'agost de 1961 es disputà, al saló Iris de Barcelona, el primer encontre internacional de la selecció catalana d'halterofília, enfrontant-se a la selecció anglesa, amb victòria catalana. La Federació Catalana d'Halterofília no fou creada fins al 1967 presidida per Jaume Figueras, en separar-se de la Federació de Gimnàstica. La Federació s'encarrega de l'organització de la Lliga Catalana. Entre els tornejos internacionals que es disputen anualment a Catalunya, en destaquen el Trofeu Ciutat de Barcelona (1993) i el Trofeu Ciutat de Girona (2002). El 1976 es construïren el Gimnàs-Escola d'Halterofília de Matadepera i el Pavelló Municipal d'Halterofília de Terrassa.
Pel que fa als aixecadors, entre els catalans que han aconseguit triomfs internacionals destaquen els germans Martínez Ocaña: José Luis Martínez s'inicià en l'halterofília a la Penya Doble Set de Girona es proclamà campió del Trofeu Comunitat Econòmica Europea (1988) i fou argent (1987) i bronze (1991) als Jocs del Mediterrani. Santi Martínez, del GEiEG, fou medalla d'or en els Jocs del Mediterrani de 2005, i Sergi Martínez, també del GEiEG, també fou medalla d'or en els Jocs del Mediterrani de 2005.

## Aixecadors destacats
| - Jaume Figueras - Antoni Carola - Enric Buch - Joan Renom | - José Luis Martínez - Santi Martínez - Sergi Martínez | - Patricia Dámaris Sosa - Marcos Ruiz - Sira Armengou |